# Ново Село (Кочани)
Ново Село (мкд. Ново Село) је насеље у Северној Македонији, у источном делу државе. Ново Село је у саставу општине Кочани.

## Географија
Ново Село је смештено у источном делу Северне Македоније. Од најближег града, Кочана, насеље је удаљено 25 km северно.
Насеље Ново Село се налази у историјској области Осогово, на јужним висовима Осоговске планина. Подно насеља тече Црна река, саставница Оризарске реке. Надморска висина насеља је приближно 1.060 метара. 
Месна клима је планинска због знатне надморске висине.

## Становништво
Ново Село је према последњем попису из 2002. године имало 15 становника.
Претежно становништво у насељу су етнички Македонци (100%).
Већинска вероисповест месног становништва је православље.